# Plodorodne, Mîhailivka
Plodorodne (în ucraineană Плодородне, în germană Reichenfeld) este localitatea de reședință a comunei Plodorodne din raionul Mîhailivka, regiunea Zaporijjea, Ucraina. Satul a fost locuit de germanii pontici.  

## Demografie
Componența lingvistică a localității Plodorodne
     Rusă (57,26%)
     Ucraineană (41,66%)
     Alte limbi (1,08%)
Conform recensământului din 2001, majoritatea populației localității Plodorodne era vorbitoare de rusă (57,26%), existând în minoritate și vorbitori de ucraineană (41,66%).